# Кварк
Кварки в ядрената физика се наричат вид елементарни частици, считани за фундаменталните градивни елементи на материята. Кварките се комбинират, за да образуват съставни частици, наречени адрони, най-стабилните от които са протоните и неутроните, компоненти на атомните ядра. Те никога не се наблюдават директно, нито се откриват изолирано; могат да бъдат открити само в рамките на адроните, които включват бариони (като например протоните и неутроните) и мезони.
Кварките имат различни присъщи свойства, включително електрически заряд, маса, цветен заряд и спин.

## Видове кварки
За да обясни свойствата на елементарните частици, през 1963 година американският физик Мъри Гел-Ман предлага теоретичен модел, съгласно който всички бариони и мезони са изградени от по-малки частици, наречени кварки. Думата „кварк“ няма определено смислово значение. С присъщо на физиците чувство за хумор Гел-Ман я заимства от романа „Бдение над Финеган“ на известния писател Джеймс Джойс, чийто герой в съня си чува странната фраза „Три кварка за мистър Марк“.
Първоначално кварковият модел на адроните (това е общото наименование на мезоните и барионите) включва 3 кварка, които се означават със символите u, d и s. Това са първите букви от названията на кварките на английски език (имената им са дадени съвсем произволно): up (горен), down (долен) и strange (странен). Кварките са единствените частици с дробен електричен заряд. u-кваркът има положителен заряд +2е/3, докато d- и s- кварките са носители на отрицателен заряд –е/3.
Според съвременните представи цялата материя е изградена от 6 лептона и 6 кварка. Всички досегашни опити да се изолират отделни кварки са завършили с неуспех. Независимо от това съществуват убедителни косвени експериментални доказателства за съществуването на кварките. Експериментално са определени и техните маси. Шестият, т.нар. топ-кварк, е открит през 1995 г. на ускорителя във „Фермилаб“ (САЩ). Неговата маса е 340 000 пъти по-голяма от масата на електрона и 185 пъти по-голяма от масата на протона.
На всеки кварк съответства антикварк със същата маса, но с противоположен електричен заряд.

## Описание
Заедно с лептоните те са един от двата вида фермиона със спин −½. Обектите, съставени от кварки, се наричат адрони, като най-известните примери са протонът и неутронът. Кварките се различават от лептоните по наличието на допълнително квантово число, наречено цвят. Освен това лептоните имат цял електрически заряд (−1 или 0 в единици електронен заряд), докато кварките имат дробен електрически заряд
{\displaystyle (-{1 \over 3}} или {\displaystyle +{2 \over 3}).}
Според Квантовата хромодинамика (КХД) всеки обект който има цветен заряд различен от нула, не може да бъде наблюдаван в свободно състояние. Това свойство се нарича конфайнмънт (от англ. confinement). Те са затворени в безцветните адрони. Ето защо отделни кварки не са наблюдавани. Експерименталното потвърждение за тяхното съществуване е чрез наблюдаване на струи (на английски: jets) от адрони с общо начало. В детекторите за елементарни частици винаги се наблюдават поне две струи. Отчитайки и закона за запазване на импулса индиректно се наблюдават обектите кварки.
Кваркова структура на протон: 2 горни и един долен кварк.
- Кварките взаимодействат чрез цветните взаимодействия. Техните съответни античастици са познати като антикварки. Кварките съществуват в шест разновидности:

| Поколение | Име         | Символ | Ел. заряд (е) | Маса (MeV)      | Спин | Антикварк         | Символ |
| --------- | ----------- | ------ | ------------- | --------------- | ---- | ----------------- | ------ |
| 1         | Горен (u)   |        | +2/3          | 1.5 до 4        |      | Антигорен кварк   |        |
| 1         | Долен (d)   |        | −1/3          | 4 до 8          |      | Антидолен кварк   |        |
| 2         | Странен (s) |        | −1/3          | 80 до 130       |      | Антистранен кварк |        |
| 2         | Чаровен (c) |        | +2/3          | 1,150 до 1,350  |      | Античаровен кварк |        |
| 3         | Дънен (b)   |        | −1/3          | 4,100 до 4,400  |      | Антидънен кварк   |        |
| 3         | Топ (t)     |        | +2/3          | 178,000 ± 4,300 |      | Антитоп кварк     |        |

### На лов за кварки
В Брукхейвънската национална лаборатория в Ню Йорк се извършват експерименти целящи да се наблюдават кварки като снопове ядра на златото се насочват един срещу друг при скорост близка до светлинната. Резултатът е възстановяване на онова състояние на материята – така наречената „кварк-глуонна плазма“ – каквото се предполага, че е съществувало десет милионни от секундата след Големия взрив.